# 假长嘴薹草
假长嘴薹草（学名：Carex pseudo-longerostrata）为莎草科薹草属的植物。分布于朝鲜以及中国大陆的甘肃、吉林等地，生长于海拔1,850米至2,300米的地区，常生于草地以、高山冻原或疏林下草甸，目前尚未由人工引种栽培。